# Malibu (napój alkoholowy)

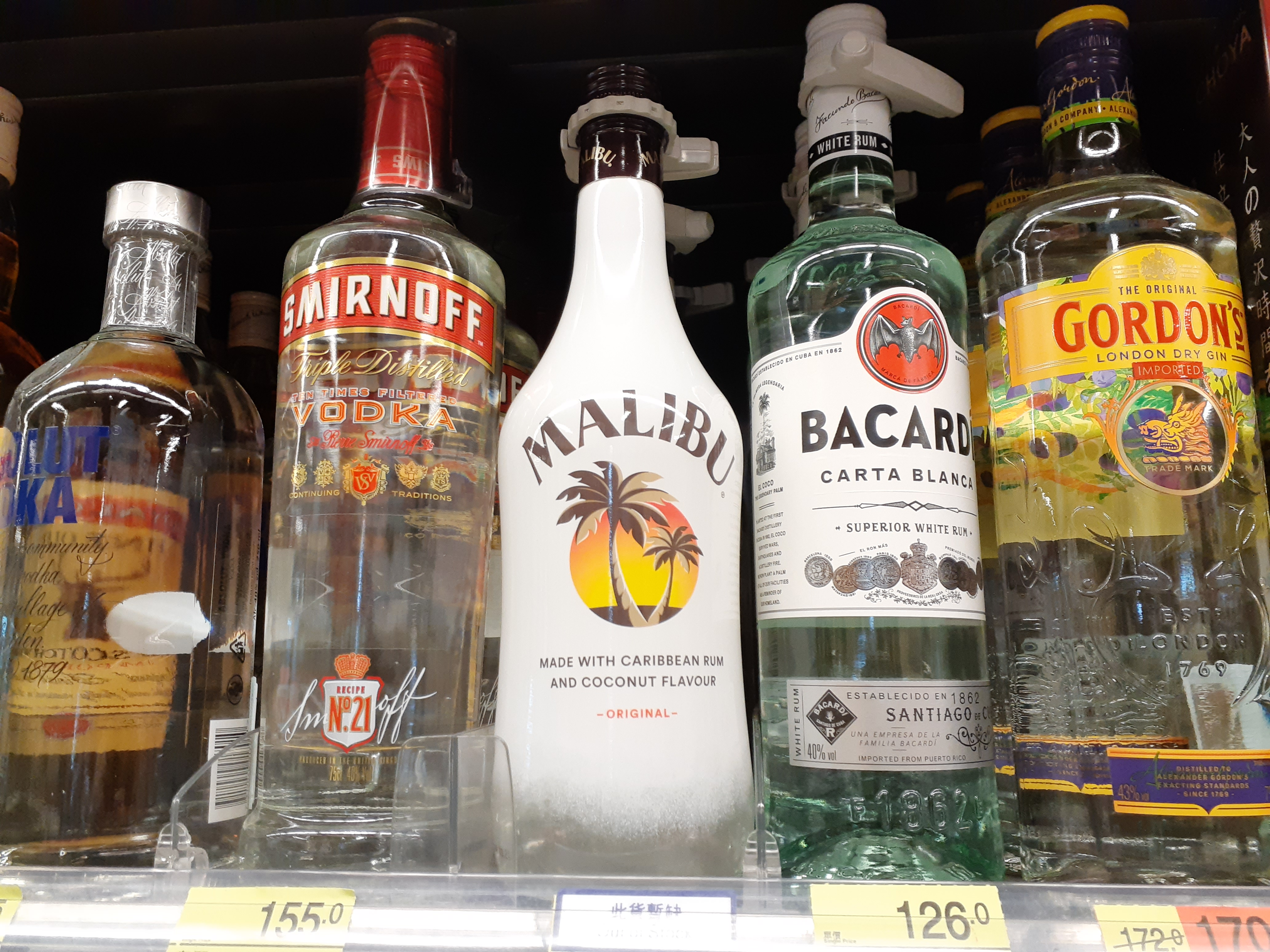
W środku butelka Malibu

Malibu – przyrządzany na bazie karaibskiego rumu likier kokosowy o objętościowej zawartości alkoholu 18–24,4% (w zależności od rodzaju). Malibu jest międzynarodową marką dostępną w ponad 150 krajach świata, a jej właścicielem jest francuska kompania Pernod Ricard. W Polsce Malibu zajmuje pozycję lidera w segmencie likierów Premium.

## Historia
Historia Malibu rozpoczyna się na Barbados, wyspie położonej na Morzu Karaibskim w archipelagu Małych Antyli. Tamtejsza ludność zajmowała się produkcją rumu od połowy XVII wieku. Rum wytwarzany był z melasy, która powstawała jako produkt uboczny przy przeróbce trzciny cukrowej, dlatego destylarnie umiejscowione były przy jej plantacjach. W 1893 roku niemieccy bracia Stades założyli na Barbados The West Indies Distillery destylarnię, której celem był eksport rumu do Niemiec, to właśnie w niej w wyniku połączenia karaibskiego rumu i ekstraktu kokosowego powstało Malibu. Początkowo firma The Twelve Island of Shipping Company dystrybuowała Malibu na wyspach Antyli, ale cieszyło się ono tak ogromnym powodzeniem, że wkrótce jego sława obiegła cały świat i kokosowy likier zyskał status międzynarodowego alkoholu. W ostatnich latach produkt Malibu otrzymał wiele prestiżowych wyróżnień; w latach 2003 – 2005 była to nagroda  The Impact Magazine ‘Hot Brand’, a w roku 2006 Malibu uhonorowano za umacnianie marki i okrzyknięte zostało ikoną rynku.

## Produkcja
Likier Malibu powstaje z połączenia specjalnie wyselekcjonowanych karaibskich rumów z naturalnym ekstraktem orzecha kokosowego. Podstawę tego alkoholu stanowi melasa uzyskana przy produkcji cukru, którą łączy się z krystalicznie czystą wodą i drożdżami czego rezultatem jest fermentacja. Następnie  produkt  poddawany zostaje trzykrotnie destylacji w specjalnie zaprojektowanych zbiornikach zwanych alembikami. W wyniku destylacji otrzymywany jest najwyższej jakości biały rum, który po wymieszaniu z naturalnym ekstraktem kokosowym tworzy Malibu. Klarowny alkohol rozlewany jest do charakterystycznych białych butelek, które należą do najbardziej rozpoznawalnych na świecie opakowań produktów.

## Odmiany
Oryginalny produkt Malibu „Caribbean Rum with Coconut”, to karaibski rum z ekstraktem kokosowym, ale na wybrane światowe rynki zostały także wprowadzone jego smakowe odmiany, i tak ukazały się:  Malibu Pineapple i Malibu Mango w 2004 r., Malibu Passion Fruit w 2005 r., Malibu Tropical Banana w 2007 r., Malibu Melon w 2009 r.

## Zastosowanie
Likier Malibu ma słodki, orzeźwiający smak i zapach, finisz długi, delikatnie kokosowy co sprawia, że alkohol ten idealnie komponuje się w owocowych drinkach. Malibu wyśmienicie smakuje w połączeniu z sokiem żurawinowym, grejpfrutowym lub ananasowym.
Do najbardziej popularnych drinków z Malibu należą:

### Piña Colada
Składniki:
- 30 ml Malibu
- 20 ml rumu Havana Club 7
- 30 ml soku ananasowego
- 25 ml mleczka kokosowego
- 3 kawałki ananasa

### Malibu Kuba
Składniki:
- 40 ml Malibu
- 20 ml Havana Club
- sok ananasowy
- 5 ml soku z limonki
- 20 ml likieru melonowego
- lód w kostkach

### Malibu Rumba
Składniki:
- 50 ml Malibu
- Cola
- świeży sok z limonki
- lód w kostkach